# Diamondback (Kings Island)
Pour les articles homonymes, voir Diamondback.
Diamondback sont des méga montagnes russes du parc Kings Island, situé à Mason, dans le Comté de Warren, en Ohio, aux États-Unis.

## Parcours
En sortant de la gare, le train entame le lift. Arrivé en haut, first drop avec un virage léger à droite pour entamer le premier camelback.
Redescente sur un virage à gauche puis camelback et hammerhead. Nouveau camelback puis hélix pour arriver aux Breaks. On redescend, puis deux cammelback pour une nouvelle hélix avant de tomber sur le splatchdown suivi des breaks.

## Statistiques
- Trains : 3 trains de 8 wagons. Les passagers sont placés 4 de front par wagon pour un total de 32 passagers par train.

## Galerie

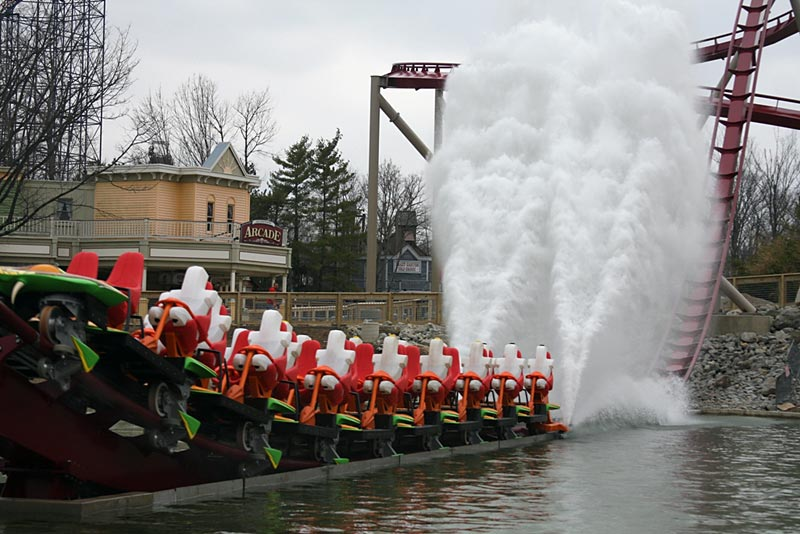
Diamondback en période de tests.
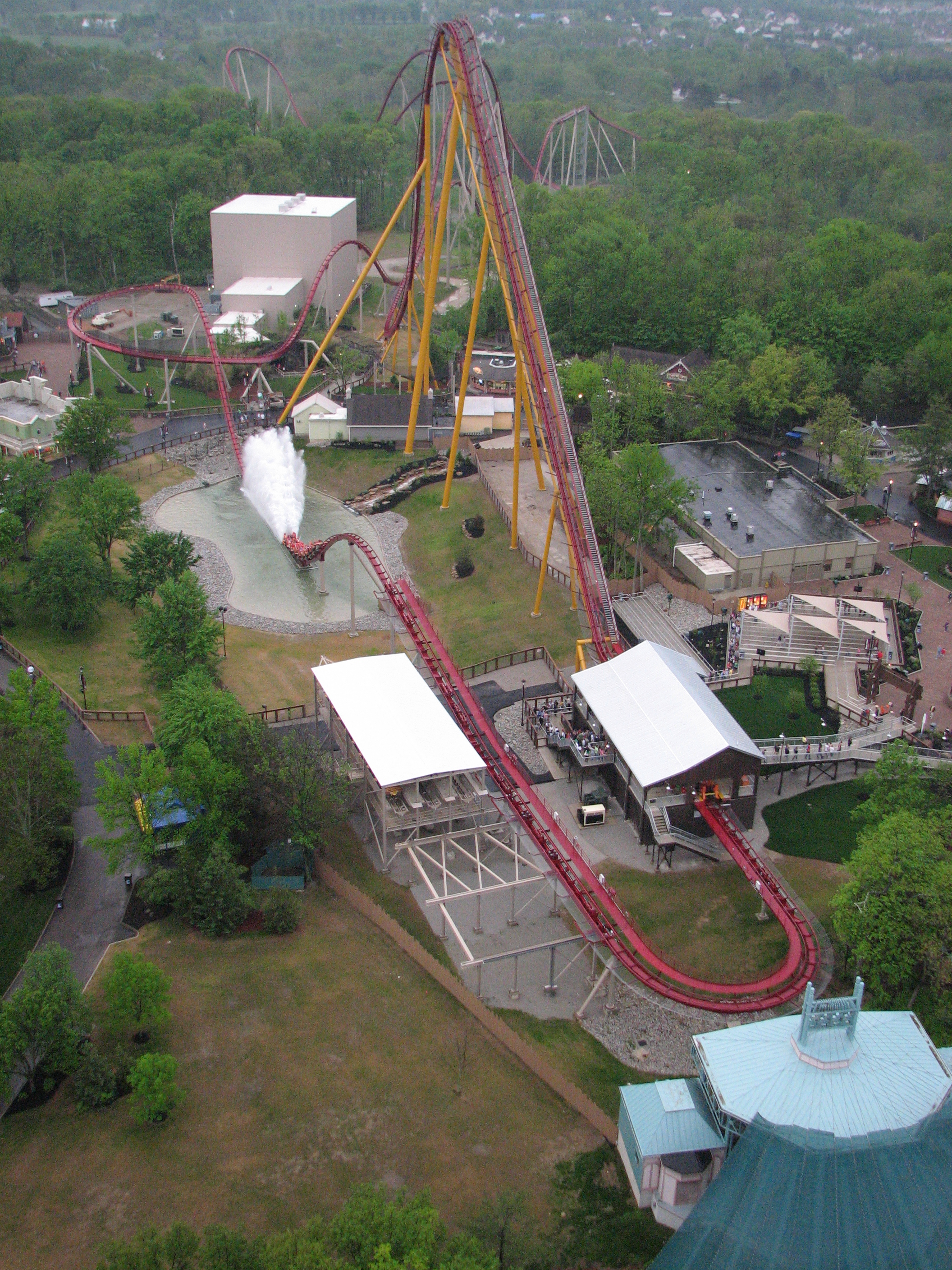
Vue globale de l'attraction.
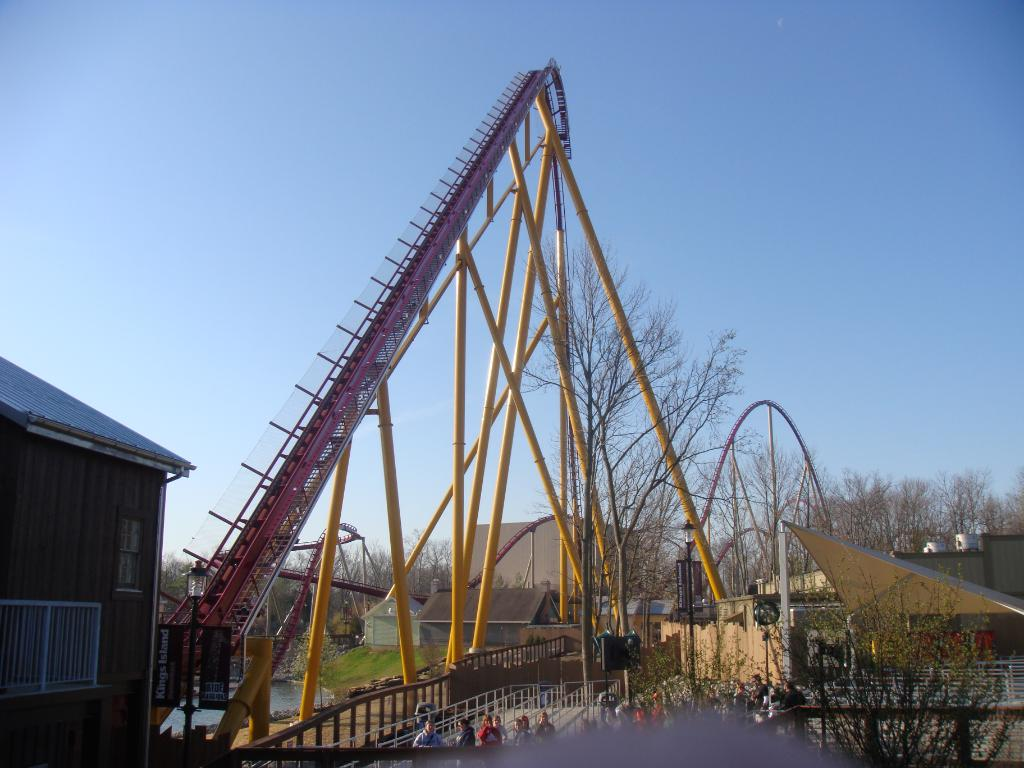
Lift de Diamondback.